# (35741) 1999 GX24
1999 GX24 (asteroide 35741) é um asteroide da cintura principal. Possui uma excentricidade de 0.15551680 e uma inclinação de 3.59033º.
Este asteroide foi descoberto no dia 6 de abril de 1999 por LINEAR em Socorro.